# Maczków
Maczków (deutsch Matschdorf) ist ein Dorf in der Landgemeinde Cybinka  im Landkreis Słubice in der polnischen Woiwodschaft Lebus. 2011 lebten hier 129 Einwohner.
Der Ort liegt etwa 10 Kilometer nördlich von Cybinka (Ziebingen) und 16 Kilometer südöstlich von Słubice.

## Geschichte
Die älteste Erwähnung ist von 1400 erhalten, als der Ort im Besitz der Johanniter in Lagow war. Ab 1413 gehörte ein Teil des Dorfes einem anderen Besitzer, später das ganze Ort.
Seit dem 18. Jahrhundert gehörte Matschdorf verwaltungsmäßig zum Kreis Sternberg in der Neumark, seit 1873 zum Kreis Weststernberg.
1907 wurde ein Haltepunkt an der Bahnstrecke von Kunersdorf nach Ziebingen eingerichtet.
Seit 1945 gehört der Ort zu Polen. 1966 wurde der Eisenbahnverkehr eingestellt.

## Sehenswürdigkeiten
- Herrenhaus (Schloss) aus dem späten 18. Jahrhundert, nach 2000 als Hotel genutzt
- die ehemalige Fachwerkkirche gibt es wahrscheinlich nicht mehr

## Persönlichkeiten
- August von Risselmann (1828–1886), Rittergutsbesitzer, geboren in Matschdorf
- Reinhold Finck von Finckenstein (1858–1922). Landrat von Weststernberg, Besitzer von Matschdorf